# 芝塔龍河
芝塔龙河又譯西大魯河，是印尼西爪哇省最長與最大的河流，也是爪哇島第三長的河流，僅次於梭羅河和布蘭塔斯河。芝塔龙河源于万隆以南的山区，向西北注入爪哇海，从雅加达附近川流而过，全长300公里。芝塔龙河在西爪哇省人民的生活上占有重要的角色，她是印尼重要的灌溉河流，也是当地居民饮用水的主要来源，具備農業、供水、漁業、工業、汙水處理與發電等等功能。但在長期污染下，如今成為全世界最髒的河流之一。

## 歷史

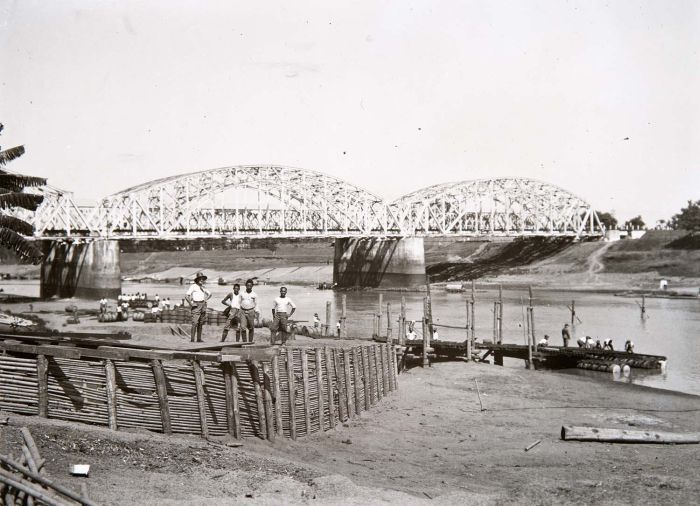
橫跨芝塔龙河的鐵路橋

芝塔龙河的河名由來與印尼歷史上4世紀的達魯瑪納加拉王國（Tarumanagara）關係密切。他們都源自共同的詞源，即巽他语的槐藍。早在前4世紀的史前時期，布尼製陶文化（Buni）就在芝塔龙河河口附近蓬勃發展。根據石碑、中國史料與巴都查亞（Batujaya）、芝布哇亚（Cibuaya）等地的古代遺址考證，芝塔龙河河口與河流流域可能在4世紀或是更早的時代就存在許多居民以及發展出興盛的文明。

## 發電與灌溉功能
芝塔龙河是印尼重要的發電與灌溉河流。在這條河上建有三個水力發電廠，分別是沙古灵水壩（Saguling）、芝拉达水壩（Cirata）和哈吉朱安達工學士水壩（Ir. H. Djuanda(Jatiluhur)，又稱贾蒂卢胡水坝），其中哈吉朱安達工學士水壩是印尼儲水量最大的水庫，容量約30億立方公尺。這三個水壩的電力可以應付萬隆與大雅加達地區全部的電力需求，每年将节省大约130万吨的燃油。
這三個水壩儲蓄的食水量也可以灌溉加拉璜縣與勿加泗縣廣闊的稻田，令爪哇島西北部的低地成為印尼最具生產力的產稻區。這條河提供大約80%的水量給人民使用，但是沿岸居民除了使用河水還汙染了河水，嚴重影響農業發展，使得農民只能半價出售稻米。

## 汙染

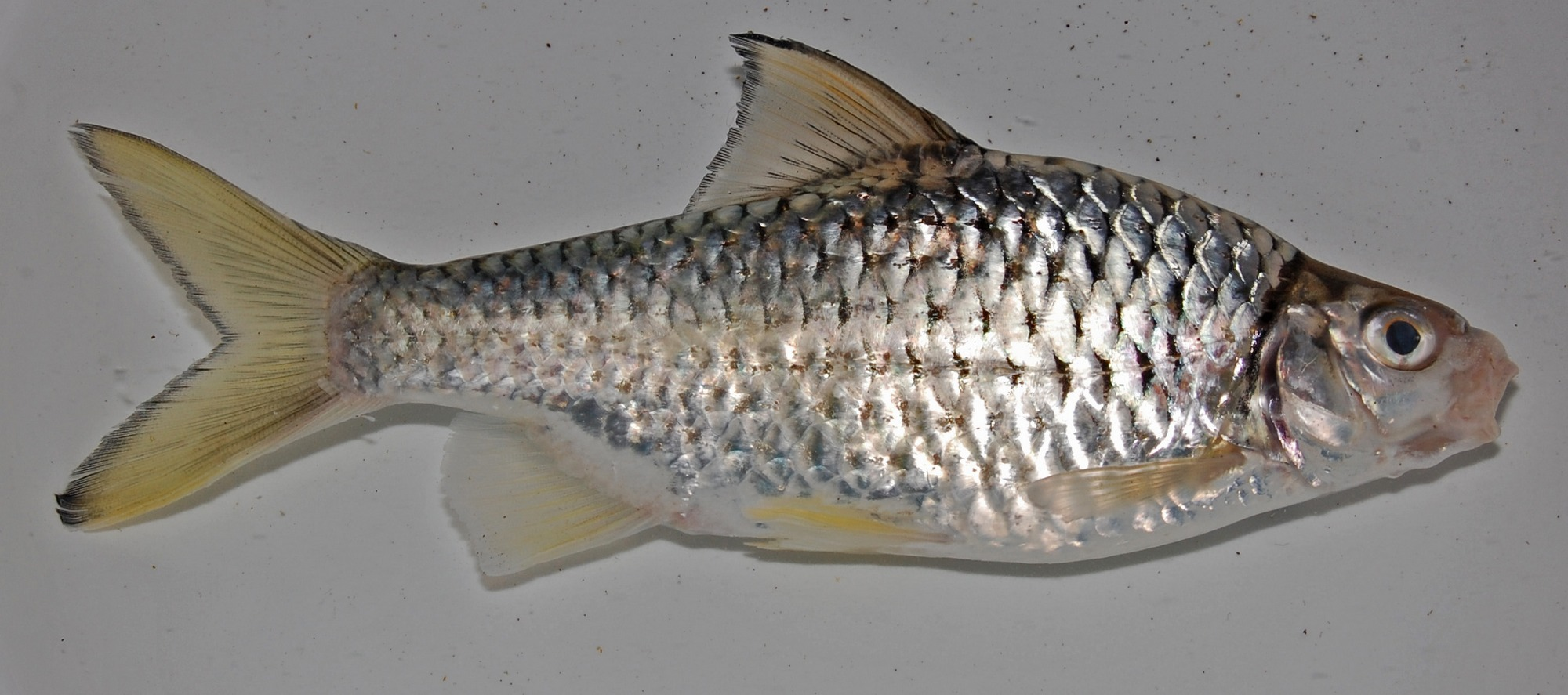
原本在哈吉朱安達工學士水壩附近棲息的長臀䰾已經消失

芝塔龙河污染問題的源頭是萬隆與芝馬墟的紡織廠，他們和一些知名國際大廠都有業務往來。由於超過2000家工廠高度集中排放有毒廢料，鉛、汞、砷等有毒化學物質汙染了5020平方公里河域，使得河水呈現紅、黃、綠、黑等多種顏色。嚴重的水污染使得芝塔龙河大約60%的魚類已經消失。
由於大約有900萬人居住在芝塔龙河流域，每個人繼續往河裡傾倒垃圾，使得這條河在人類的使用下持續被汙染中。當地人依靠芝塔龙河取得飲用及洗滌用水，使得當地的罹癌率上升，各種皮膚病和精神疾病不斷發生。有人認為，人們根本分不清這究竟是一條河還是一座垃圾場。沿岸居民由於已無法再從河中捕魚，轉而從河裡拾荒變賣。
在2008年12月5日，亞洲開發銀行批准5億美金貸款來清理芝塔龙河，並表示芝塔龙河是世界上最骯髒的河流。

## 復甦
2011年11月，芝塔龙河開始復原，預計投下35兆印尼盾（約4億美金）與15年的時間完成。自芝塔龙河的源頭哇杨文图山（Wayang-Windu）開始復原，經過八個縣與三個市約180公里的距離，前三年的目標是希望能清除1050萬立方公尺的沉積物

## 外部連結
- Remote Sensing data application for Citarum River Integrated ManagementPDF（6.29 MiB）
- The 15 most toxic places to live 芝塔龙河污染圖片，源自大自然網站
- Sea of Garbage （页面存档备份，存于） — 芝塔龙河污染圖片
- The Dirtiest River In The World — 世界上最髒的河流，圖片。
- Citarum — 芝塔龙河復原工作的網站
- Citarum Knowledge Center — 芝塔龙河相關研究與政策簡報，所有資料可以從網站上免費下載

5°56′09″S 106°59′43″E / 5.935833°S 106.995278°E